# Ernesto Escobedo
Ernesto "Neto" Escobedo (nascido em 4 de julho de 1996) é um tenista norte-americano de ascendência mexicana, detentor de um título do ATP Challenger Tour.